# Jaruń
Jaruń (ukr. Ярунь) – wieś na Ukrainie, w obwodzie żytomierskim, w rejonie nowogrodzkim, u ujścia Koszeliwki i Żołbnianki do Ceremu. W 2001 roku liczyła 2995 mieszkańców.

## Historia
Pod koniec XIX w. miasteczko w powiecie z siedzibą Nowogradzie Wołyńskim, w gm. żołobeńskiej.
Podczas okupacji hitlerowskiej, w listopadzie 1941 roku Niemcy utworzyli getto dla żydowskich mieszkańców. Przebywało w nim około 700 osób. 5 maja 1942 roku Niemcy zlikwidowali getto, a Żydów zamordowali w okolicy miasta. Sprawcami zbrodni była niemiecka żandarmeria oraz ukraińska policja. 